# Phoroncidia testudo
Phoroncidia testudo är en spindelart som först beskrevs av O. Pickard-Cambridge 1873.  Phoroncidia testudo ingår i släktet Phoroncidia och familjen klotspindlar. Inga underarter finns listade i Catalogue of Life.